# 苏珊·汤普森
蘇珊·湯普森·巴菲特（英語：Susan Thompson Buffett，1932年6月15日—2004年7月29日），美國維權人士，專注公民權利、墮胎權和推廣節育，支持種族平等。她是投資者華倫·巴菲特的第一任妻子。逝世前擁有2.2%波克夏·海瑟威公司的股票。她曾任巴菲特基金會主席。

## 生平
蘇珊是湯普森博士（威廉·赫佐格·湯普森）的女兒，她和華倫於1952年在奧馬哈的鄧迪長老會教堂結婚。他們在一起育有三個孩子：蘇西（1953年7月30日出生）、霍華德（1954年12月16日出生）和彼得（1958年5月4日出生）。儘管她的父母和華倫的父母相識，但他們還是通過蘇珊的室友，也就是華倫的妹妹在西北大學相識。
蘇珊後來和華倫分居，獨自到舊金山從事歌唱事業，但他們仍然和睦相處，並允許他與其他女性約會。蘇珊還向丈夫介紹了艾絲翠（Astrid Menks, 在蘇珊死後與巴菲特結婚），後者成為他的同伴。三人成為密友，甚至一起送出聖誕賀卡。
巴菲特對蘇珊為何離去的解釋是：「這件事是可以預防的，這件事不應該發生，這是我最大的錯誤。不管我做了什麼事使蘇珊離去，這都是我犯過最大的錯。」巴菲特也很感謝蘇珊多年來的體諒和照顧。
2004年，蘇珊因健康因素跟巴菲特分居，蘇珊後來多次中風上了患癌症，她被診斷出口腔癌，接受了手術、放射治療和面部重建。雖然在5月蘇珊已經康復，但在7月29日因腦溢血於科迪病逝，享壽72歲。